# Nebettaui

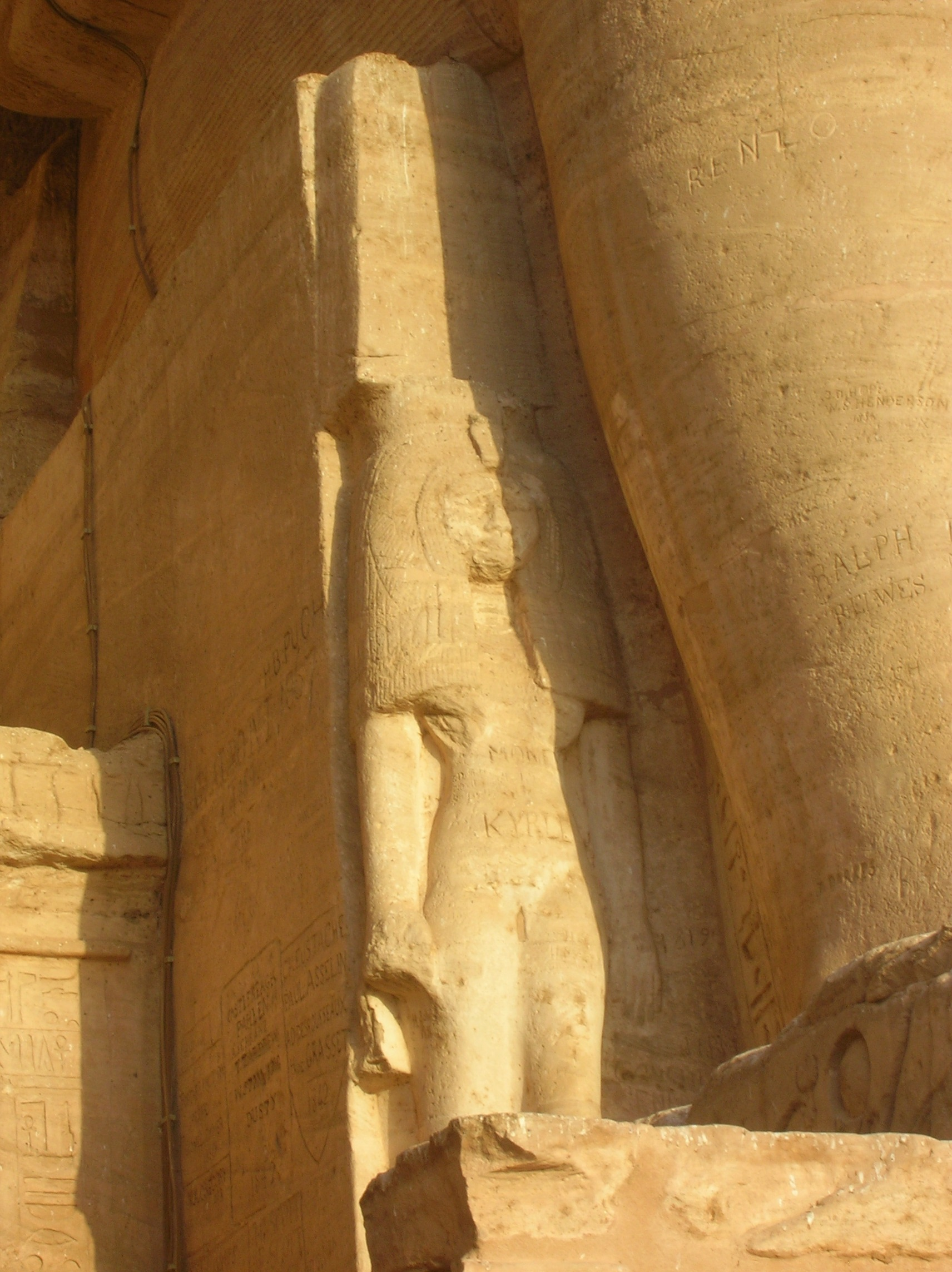
Nebettaui en el gran templo de Abu Simbel.

Nebettaui, la "Señora de las Dos Tierras", fue una princesa y reina del Antiguo Egipto, la quinta hija y una de las ocho grandes esposas reales del faraón Ramsés II, de la dinastía XIX.

## Biografía
| nb · t | N17 · N17 | B1 |

| nb · t | N17 · N17 | B1 |

Nebettaui pudo haber sido la hija de la esposa de Ramsés, Nefertari, pero esto no es seguro. Se la muestra en el gran templo de Abu Simbel. En el segundo coloso del sur frente al templo, Nebettaui está representada con las insignias de una reina. Nebettaui se muestra con una peluca, un modius bastante simple y plumas dobles. Bint-Anat (también vestida como reina) se encuentra junto a la pierna izquierda del segundo coloso del sur, Nebettaui junto a la pierna derecha y la princesa Isetnofret II se encuentra frente al coloso.
Nebettawy aparece como la quinta princesa en un desfile de hijas reales mostradas en el gran templo de Abu Simbel. Aparece detrás de Bintanat, Baketmut, Nefertari y Meritamón. Se muestra a las princesas con un sistro.
Nebettaui no está representada en el templo más pequeño de Abu Simbel. Nefertari se muestra con Meritamón y Henuttaui en la fachada de este templo.
Después de Bintanat y Meritamón, fue la tercera de las hijas de Ramsés en convertirse en esposa de su padre (posiblemente tras la muerte de Meritamón). Nebettawy se desempeñó como Gran esposa real mientras su padre contrajo matrimonio diplomático con Maathorneferura, hija del rey hitita Hattusili III, en el año 33. Nebettaui y su medio hermana Bintanat cumplieron el rol ritual de reina de Egipto. Tuvo los títulos de Señora de las Dos Tierras (nb.t-t3.wỉ), Gran esposa real (ḥm.t-nsw wr.t), Señora del Alto y Bajo Egipto (ḥnw.t šmˁw mḥw), Hija del rey (s3.t-nsw), Hija del rey de su cuerpo, su amada (s3.t-nsw n.t ẖt=f mrỉỉ.t=f).

## Tumba

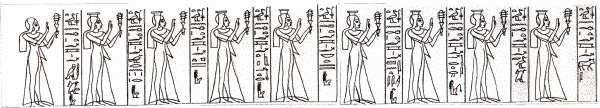
Una prcesión de las hijas del faraón Ramés II representada en el gran templo de Abu Simbel. De derecha a izquierda: Bintanat, Baketmut, Nefertari, Meritamen, Nebettaui, Isetnofret, Henuttawy, Werenro, Nedjemmut.

Fue enterrada en la tumba QV60. La tumba fue saqueada ya en la antigüedad y luego fue utilizada como capilla cristiana en la época copta. En una de las escenas de la tumba, Nebettaui lleva un tocado bastante especial: una corona de buitre con uraeus, rematada por un modius sosteniendo unas flores. Este tocado específico solo está atestiguado en la reina Nebettaui, la reina Iset Ta-Hemdyert (QV51) y la reina Tyti (QV52). No se conoce cuál debía ser el significado exacto de esta insignia. Una versión anterior de esta corona fue usada por la princesa-reina Sitamón, hija-esposa de Amenhotep III. Por lo tanto, podría ser una referencia a su posición como princesa-reina.